# Lunner
Lunner este o comună din provincia Oppland, Norvegia.
Are o suprafață de 291,84 km². Populația este de 9.307 locuitori, determinată în 1 ianuarie 2023, prin Folkeregisteret[*].